# Platygaster romanica
Platygaster romanica är en stekelart som beskrevs av Popovici och Peter Neerup Buhl 2005. Platygaster romanica ingår i släktet Platygaster och familjen gallmyggesteklar. Inga underarter finns listade i Catalogue of Life.